# Zachodnie Liang
Zachodnie Liang (chiń. upr. 西凉; chiń. trad. 西涼; pinyin Xī Liáng) – chińskie państwo okresu Szesnastu Królestw, istniejące w zachodniej części dzisiejszej prowincji Gansu w latach 400 - 421.
Zachodnie Liang powstało kiedy w roku 400 Li Gao (400 - 417), namiestnik Dunhuangu z ramienia Północnego Liang, wykorzystał walki wewnętrzne w tym państwie do proklamowania niezależności. Był on w przeciwieństwie do wywodzącego się z Xiongnu rodu rządzącego Północnym Liang Chińczykiem Han, a jego przodkiem był generał z okresu Han, Li Guang, którego potomkowie byli dziedzicznymi namiestnikami Dunhuangu. Li Gao popierały wpływowe chińskie rody z Dunhuangu i Gaochangu, a jego państwo od początku wspierało się na miejscowej chińskiej ludności i z niej rekrutowali się jego dworzanie i urzędnicy. Li Gao ogłosił się księciem (gong) i w roku 401 zajął Jiuquan, do którego w roku 405 przeniósł swoją stolicę. Nie był on jednak zdolny do dalszej ekspansji kosztem znacznie silniejszego Północnego Liang i w późniejszej walce z nim przyjął strategię unikania otwartej konfrontacji. W roku 420 syn i następca Li Gao, Li Xin (417 - 420), został wezwany przez króla (wang) Północnego Liang Juqu Mengxuna (401 - 433) do wzięcia udziału w jego wyprawie przeciwko Zachodniemu Qin. Li Xin podejrzewał podstęp, zamierzał jednak podczas nieobecności Juqu Mengxuna zaatakować stolicę Północnego Liang. Ten jednak w rzeczywistości nie opuścił terytorium swojego państwa i zadał Li Xinowi druzgocącą klęskę. Władca Zachodniego Liang zginął, i jeszcze w tym samym roku Juqu Mengxun zdobył Jiuquan i Dunhuang. Dunhuang wkrótce zbuntował się pod przywództwem innego syna Li Gao, Li Xuna (420 - 421), jednak w 421 roku siły Północnego Liang ponownie zdobyły miasto. Li Xun popełnił samobójstwo i w ten sposób Zachodnie Liang przestało istnieć. Od Li Gao wywodził swoje pochodzenie założyciel dynastii Tang, Gaozu (618 - 626).